# Kiełbaśnica
Kiełbaśnica là một thành phần tribg trang phục quốc gia Ba Lan dành cho phái nữ có nguồn gốc từ vùng Thượng Silesia có từ cuối thế kỷ 19 và đầu thế kỷ 20. Đó là một đai vải lanh hình trụ dài, đường kính khoảng 5 đến 10 cm, đeo quanh hông của một người phụ nữ.
Kiełbaśnica được nhồi bằng len, lông, bông gòn hoặc vải thừa. Ở hai đầu của dây đai có các dây khâu, được sử dụng để buộc nó quanh hông của một người. Nhiệm vụ của nó là làm cho phụ nữ trông hấp dẫn hơn bằng cách mở rộng hông của họ; phụ nữ gầy được coi là ốm yếu hoặc nghèo vào đầu thế kỷ 20.
Nó cũng giúp buộc chặt quanh eo và giữ và kết nối nhiều váy cũng là một phần của trang phục dân tộc.
Hình dạng của nó giống với kiełbasa, do đó, tên của nó cũng tương tự như vậy.